# Si... (Kipling)

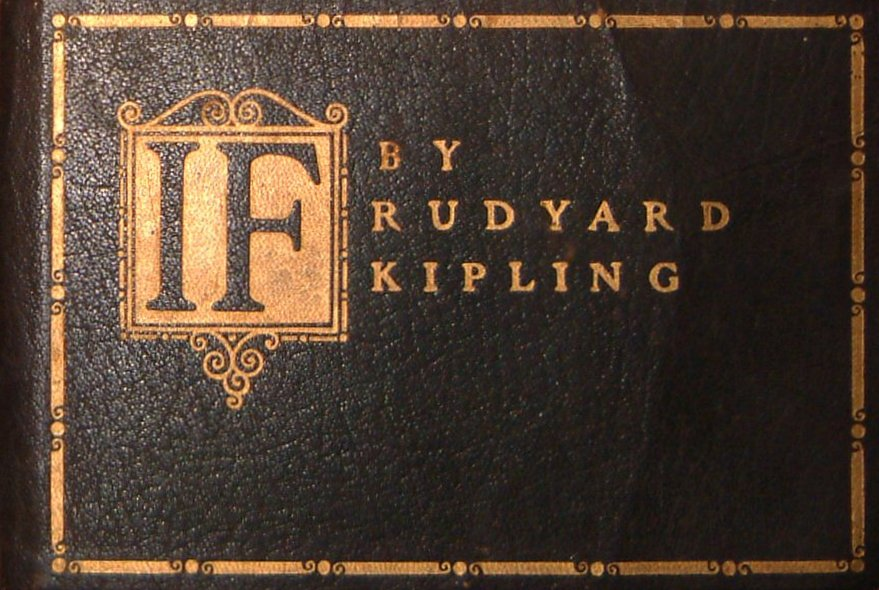
Edición de Si por Doubleday Page and Company, Garden City, New York, 1910.

«Si... » ("If—" en su versión original) es un poema escrito en 1895 por el autor inglés Rudyard Kipling que conforma las reglas del comportamiento británico. Está escrito en un tono paternal, como un consejo para el hijo del autor, John. «Si...» es un ejemplo literario del estoicismo de la época victoriana.

## Descripción
Fue publicado por primera vez en el «Brother Square Toes», capítulo de Rewards and Fairies, colección de poemas y relatos de Kipling de 1910. Como también ocurriera con Invictus, obra de William Ernest Henley, se trata de una memorable evocación del estoicismo de la era victoriana. Su reconocimiento internacional queda patente por el gran número de versiones y parodias que ha inspirado, así como por la amplia popularidad que todavía hoy tiene especialmente entre los británicos (tal es así que fue votado el poema favorito de los británicos en una encuesta organizada por la BBC en 1995). Uno de sus versos, «If you can meet with Triumph and Disaster and treat those two impostors just the same» («Si te encuentras con el Triunfo y la Derrota y a estos dos impostores los tratas de igual forma») está escrito en la pared de la entrada de jugadores de la pista central del torneo británico de tenis de Wimbledon. El poema completo fue leído por los tenistas Roger Federer y Rafael Nadal para un vídeo promocional de la final masculina de Wimbledon de 2008. Lo tradujo al castellano el propio Kiplin al año de publicarlo. Aunque en otras lenguas lo han tenido que traducir personas como Aung San Suu Kyi, una de las ganadoras del premio de la paz, a su lengua madre como otros ganadores del premio de la paz

Según el propio Kipling en su autobiografía Something of Myself, publicada póstumamente en 1937, el poema fue inspirado por el Dr. Leander Starr Jameson, quien en 1895 lideró una incursión de las fuerzas británicas contra los Bóeres en Sudáfrica, que por ello fue llamada la «Incursión de Jameson». Este evento incrementó las tensiones que finalmente desembocaron en la Segunda Guerra Anglo-Bóer. La prensa británica, sin embargo, retrató a Jameson como un héroe en medio del desastre.

## Poema en español
If—
If you can keep your head when all about you

Are losing theirs and blaming it on you;

If you can trust yourself when all men doubt you,

But make allowance for their doubting too;

If you can wait and not be tired by waiting,

Or, being lied about, don't deal in lies,

Or being hated, don’t give way to hating,

And yet don’t look too good, nor talk too wise:

If you can dream—and not make dreams your master;

If you can think—and not make thoughts your aim;

If you can meet with Triumph and Disaster

And treat those two impostors just the same;

If you can bear to hear the truth you've spoken

Twisted by knaves to make a trap for fools,

Or watch the things you gave your life to broken,

And stoop and build 'em up with wornout tools;

If you can make one heap of all your winnings

And risk it on one turn of pitch-and-toss,

And lose, and start again at your beginnings

And never breathe a word about your loss;

If you can force your heart and nerve and sinew

To serve your turn long after they are gone,

And so hold on when there is nothing in you

Except the Will which says to them: "Hold on";

If you can talk with crowds and keep your virtue,

Or walk with kings—nor lose the common touch;

If neither foes nor loving friends can hurt you;

If all men count with you, but none too much;

If you can fill the unforgiving minute

With sixty seconds' worth of distance run

Yours is the Earth and everything that's in it,

And —which is more— you'll be a Man my son!

Si...
Si puedes mantener la cabeza en su sitio cuando todos a tu alrededor

la pierden y te culpan a ti.

Si puedes seguir creyendo en ti mismo cuando todos dudan de ti,

pero también toleras que tengan dudas.

Si puedes esperar y no cansarte de la espera;

o si, siendo engañado, no respondes con engaños,

o si, siendo odiado, no incurres en el odio.

Y aun así no te las das de bueno ni de sabio.

Si puedes soñar sin que los sueños te dominen;

Si puedes pensar y no hacer de tus pensamientos tu único objetivo;

Si puedes encontrarte con el Triunfo y el Desastre,

y tratar a esos dos impostores de la misma manera.

Si puedes soportar oír la verdad que has dicho,

tergiversada por villanos para engañar a los necios.

O ver cómo se destruye todo aquello por lo que has dado la vida,

y remangarte para reconstruirlo con herramientas desgastadas.

Si puedes apilar todas tus ganancias

y arriesgarlas a una sola jugada;

y perder, y empezar de nuevo desde el principio

y nunca decir ni una palabra sobre tu pérdida.

Si puedes forzar tu corazón, y tus nervios y tendones,

a cumplir con tus objetivos mucho después de que estén agotados,

y así resistir cuando ya no te queda nada

salvo la Voluntad, que les dice: "¡Resistid!".

Si puedes hablar a las masas y conservar tu virtud.

O caminar junto a reyes, sin menospreciar por ello a la gente común.

Si ni amigos ni enemigos pueden herirte.

Si todos pueden contar contigo, pero ninguno en exceso.

Si puedes llenar el implacable minuto,

con sesenta segundos de diligente labor

Tuya es la Tierra y todo lo que hay en ella,

y —lo que es más—: ¡serás un Hombre, hijo mío!

## Traducciones
«Si...» ha sido traducido a numerosos idiomas. Es digno de destacar la traducción al idioma birmano, la lengua hablada en la ciudad en la que se desarrollaba otra obra maestra de Kipling, «Mandalay». Fue traducido por la ganadora del Premio Nobel de la Paz, Aung San Suu Kyi. Otro ganador del Premio Nobel, el yugoslavo Ivo Andrić, también tradujo dicho poema a su lengua madre.
Algunas traducciones son:
- «Si», al castellano por Rafael Squirru
- «Si», al español por Juan Peña Jiménez
- "Si...", al español por Jacinto Miquelarena
- Si... al español por Manuel Alfonseca[4]
- «Se…», al gallego por Miguel Anxo Mouriño[5]
- Në munç, al albanés por Fan S. Noli
- A Kae Ywaet, al birmano por Aung San Suu Kyi
- Ako…, al serbio-croata por Ivo Andrić
- Když, al checo por Otokar Fischer
- Indien, al holandés por J.M. de Vries de Waal[6]
- Als, al holandés por Karel Jonckheere
- Wenn, al alemán por Izzy Cartwell
- Tu seras un homme, mon fils, al francés por André Maurois en 1918
- Si..., al francés por Jules Castier en 1949
- Ha, al húngaro por Gábor Devecseri[7] y por Kosztolányi Dezső
- Se, al italiano por Dario Fonti
- Si..., al latín (anónimo)
- Ja, al letón (anónimo)[8]
- Vitanao ve?, al malgache por Rajaona Andriamananjara[9]
- Hvis, al noruego por André Bjerke
- Se, al portugués por Guilherme de Almeida[10]
- Dacă, al rumano, por Dan Duţescu[11]
- Заповедь, al ruso por M. Lozinsky[12]
- Keď, al eslovaco por Ľubomír Feldek[13]
- Eğer, al turco por Bülent Ecevit
- Nếu, al vietnamita por Nguyễn Viết Thắng.
- Синові al ucraniano dos versiones por Vasyl Stus y Yevguen Sverstiuk